# Alise-Sainte-Reine
Alise-Sainte-Reine település Franciaországban, Côte-d’Or megyében. Lakosainak száma 568 fő (2022. január 1.). Alise-Sainte-Reine Venarey-les-Laumes, Flavigny-sur-Ozerain, Grésigny-Sainte-Reine és Mussy-la-Fosse községekkel határos.

## Népesség
A település népességének változása:
| Lakosok száma | 755  | 717  | 667  | 695  | 600  | 594  | 579  | 572  | 572  | 568  |
|               | 1968 | 1982 | 1990 | 2006 | 2013 | 2015 | 2017 | 2019 | 2020 | 2022 |